# Lăstun sudic
Lăstunul sudic (Progne elegans) este o specie de pasăre din familia Hirundinidae. Se găsește în Argentina și în sudul Boliviei; iarna migrează în vestul bazinului Amazonului.
Habitatele sale naturale sunt pădurile de câmpie umede subtropicale sau tropicale, pădurile montane umede subtropicale sau tropicale, pășunile uscate subtropicale sau tropicale de câmpie, pășunile subtropicale sau tropicale de mare altitudine și zonele urbane.

## Galerie

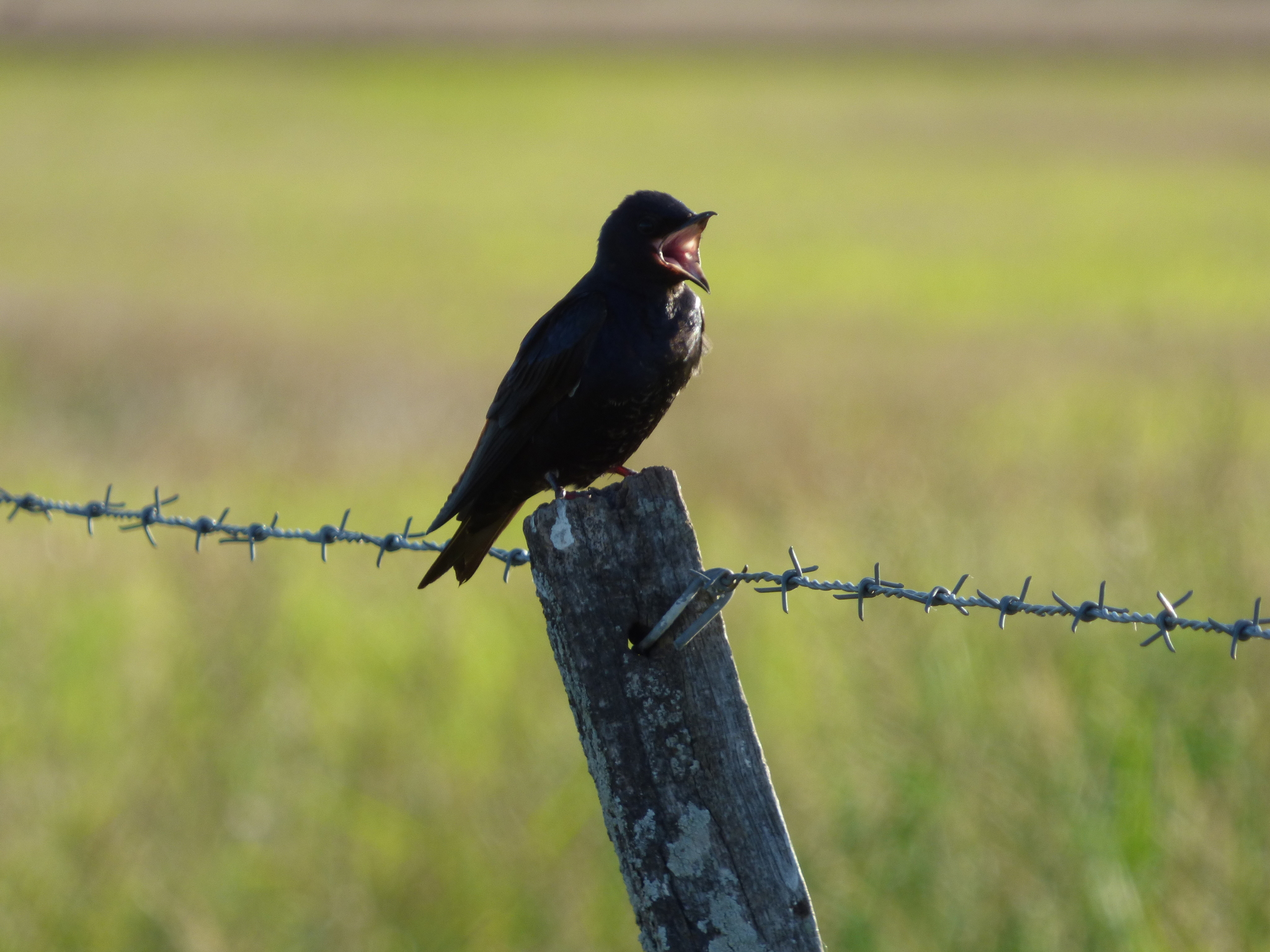
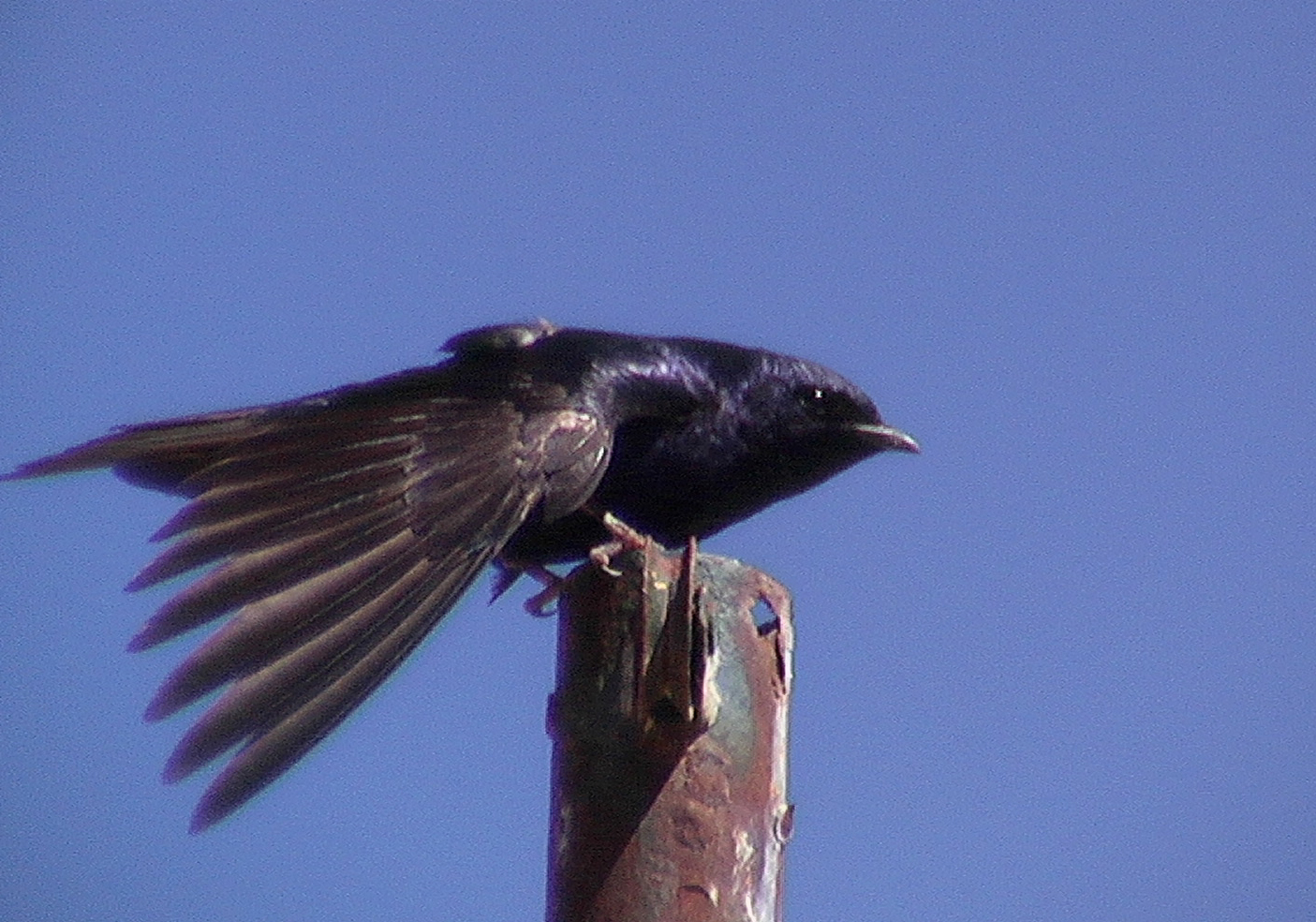
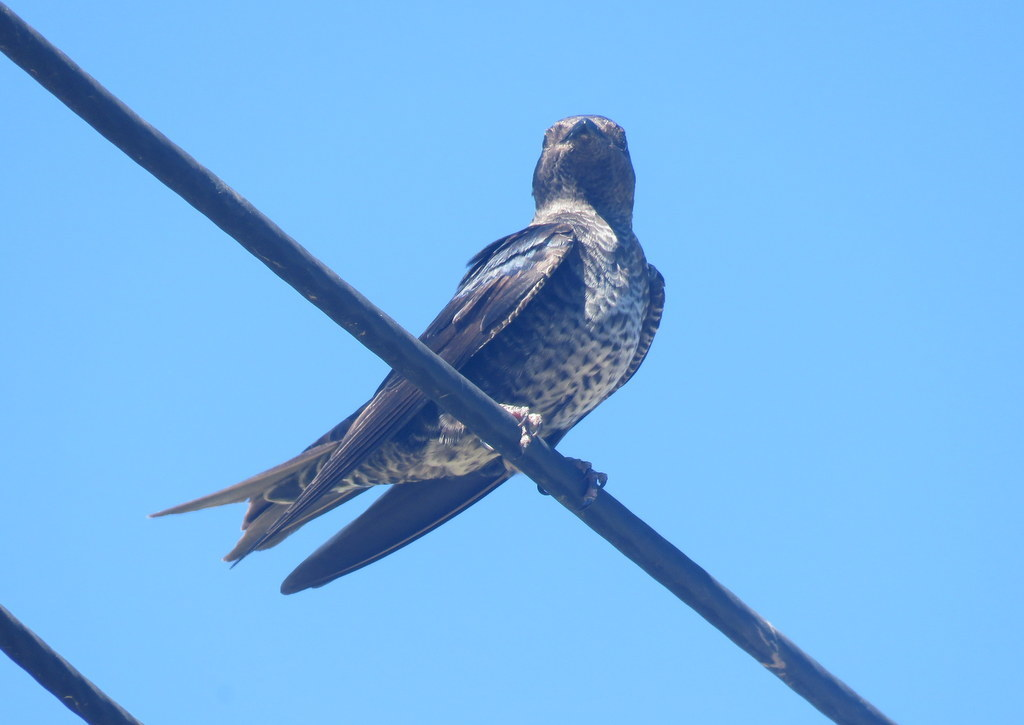
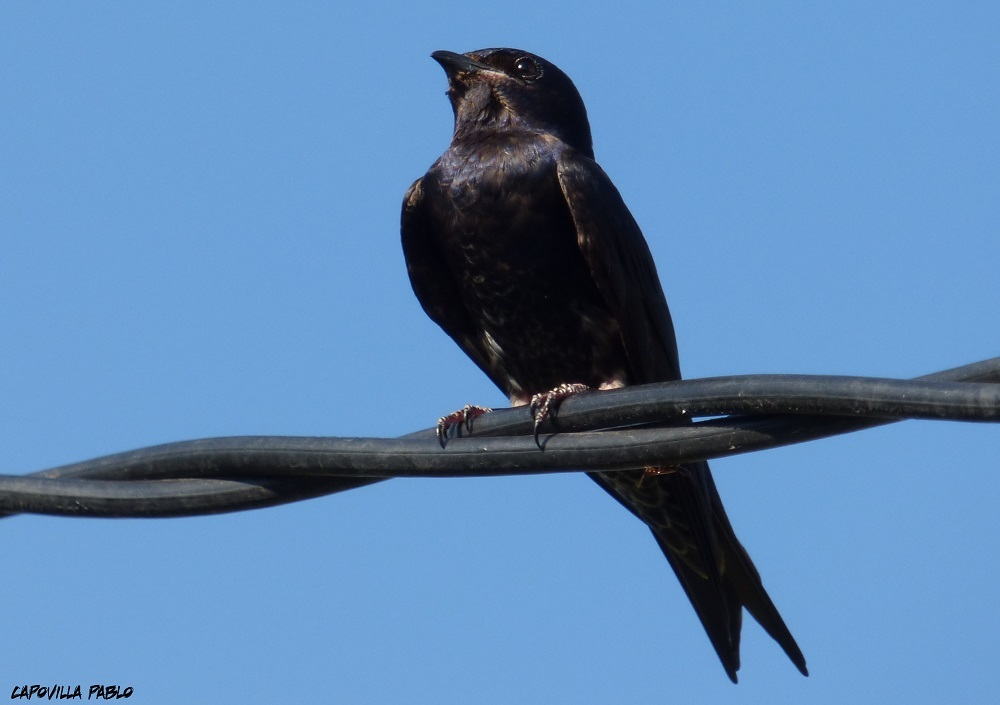
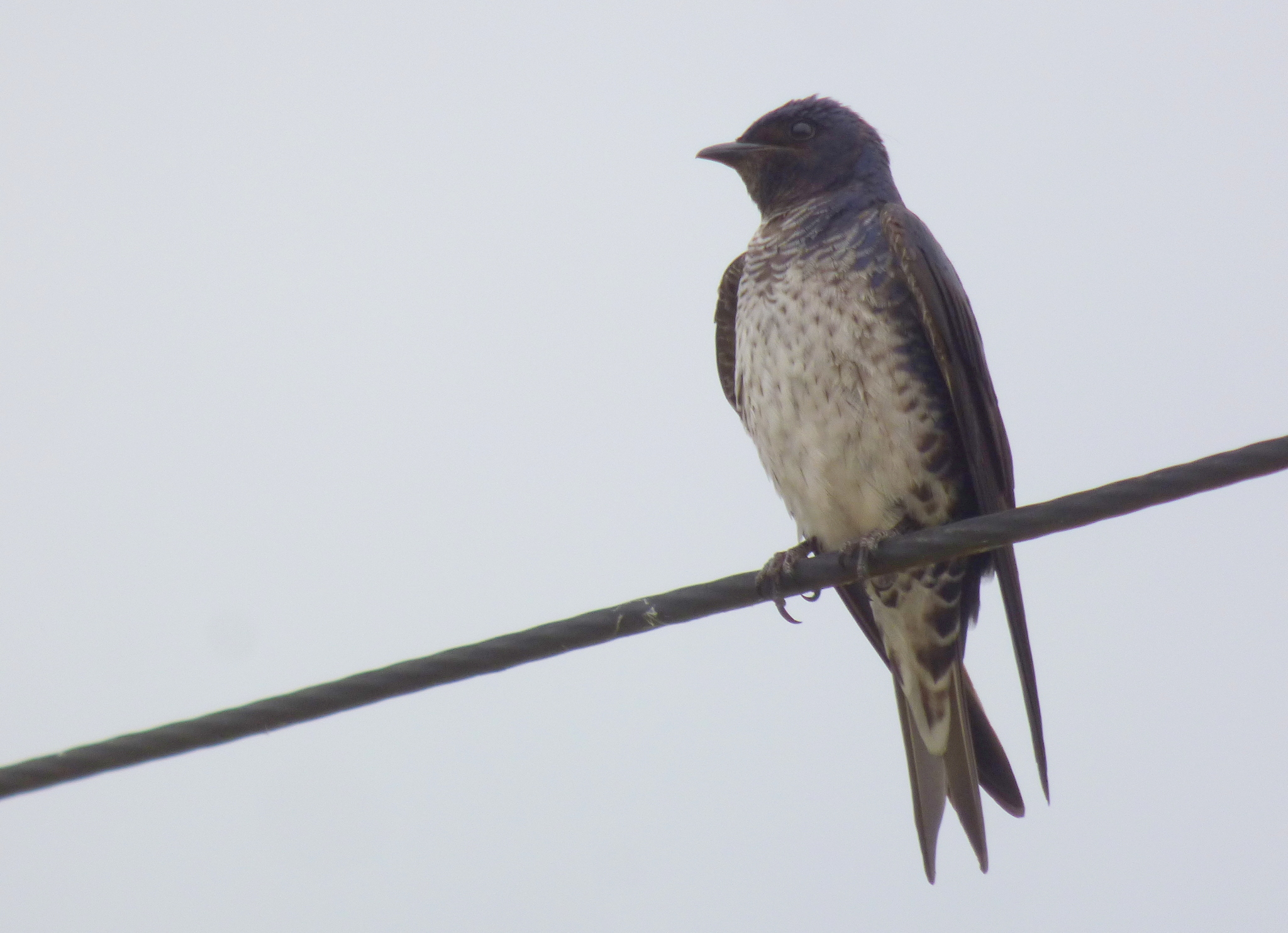
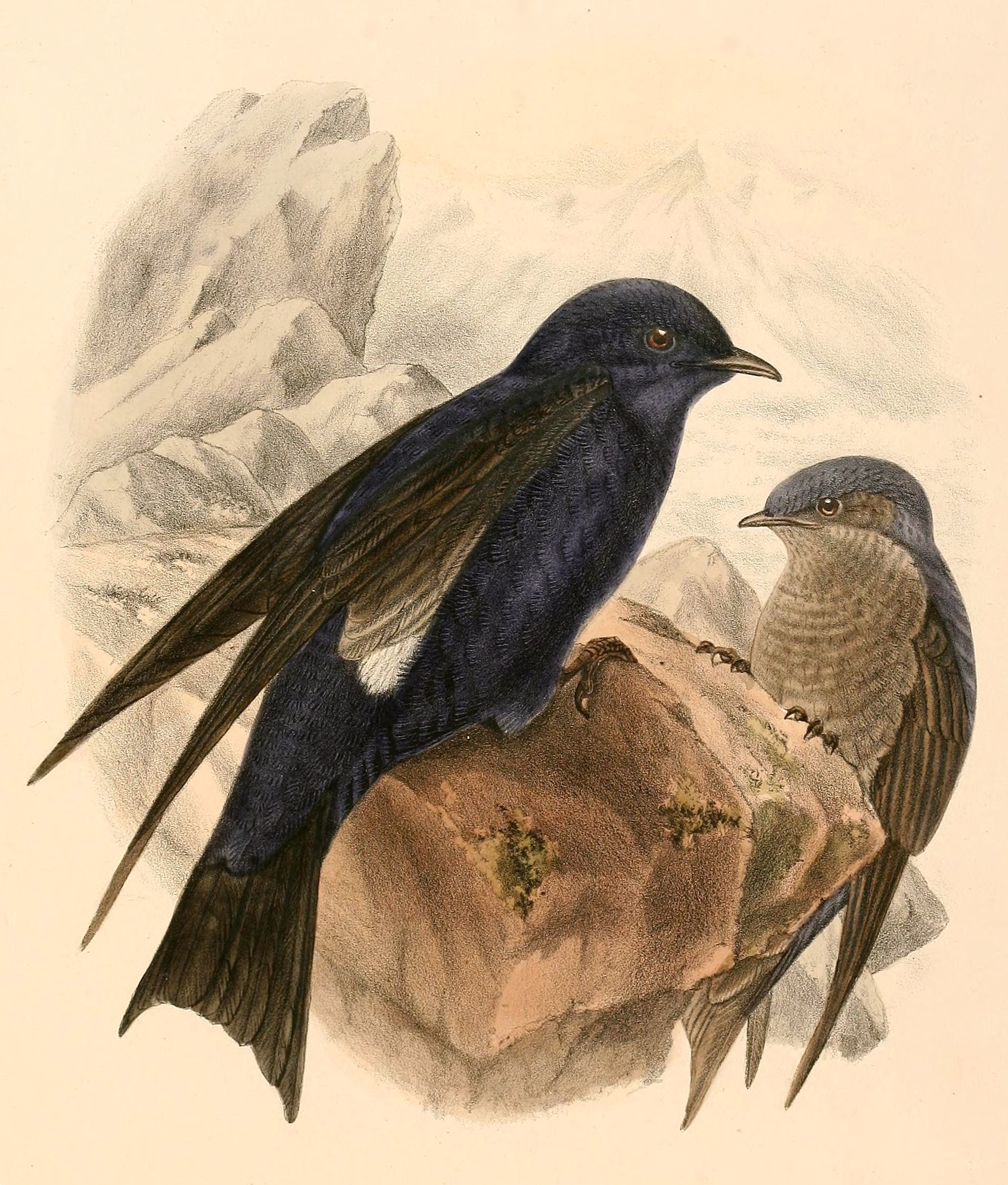